# Synchroa elongatula
Synchroa elongatula is een keversoort uit de familie Synchroidae. De wetenschappelijke naam van de soort is voor het eerst geldig gepubliceerd in 1999 door Nikitsky.